# 圣阿芒塞
圣阿芒塞（法語：Saint-Amancet，法語發音：[sɛ̃.t‿amɑ̃sɛ]）是法国奧克西塔尼大區塔恩省的一个市镇，属于卡斯特尔区。

## 地理
圣阿芒塞（43°27'56"N, 2°6'4"E）面积12.33 平方千米，位于法国奧克西塔尼大區塔恩省，该省份为法国南部内陆省份，北起顺时针与阿韦龙省、埃罗省、奥德省、上加龙省和塔恩-加龙省接壤。
与圣阿芒塞接壤的市镇（或旧市镇、城区）包括：卡于扎克、杜尔涅、拉加尔迪奥勒、索雷兹。

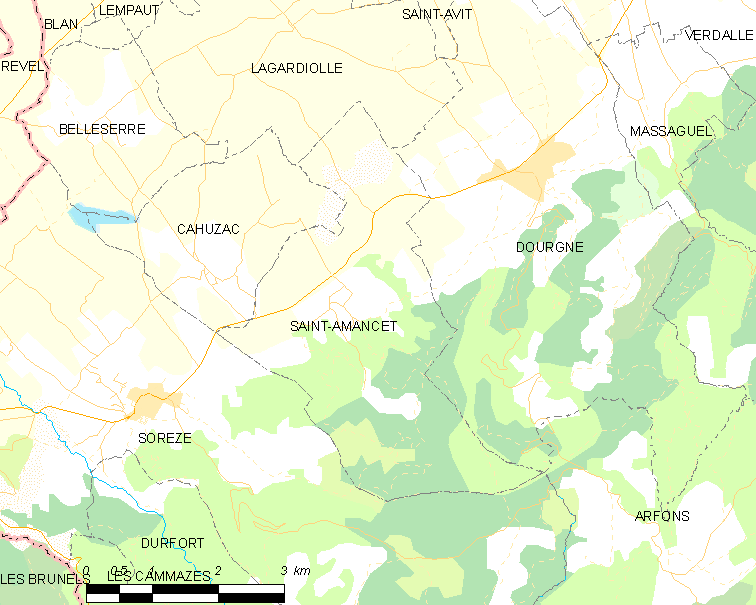
圣阿芒塞的OSM定位图

圣阿芒塞的时区为UTC+01:00、UTC+02:00（夏令时）。

## 行政
圣阿芒塞的邮政编码为81110，INSEE市镇编码为81237。

## 政治
圣阿芒塞所属的省级选区为努瓦尔山县。

## 人口

1962-2008年间圣阿芒塞人口变化图示

圣阿芒塞于2022年1月1日时的人口数量为176人。